# Camalaú
Camalaú este un oraș în Paraíba (PB), Brazilia.